# Communauté de communes de l'Étoile de Langres
La communauté de communes de l'Étoile de Langres est une ancienne communauté de communes française, située dans le département de la Haute-Marne et la région Champagne-Ardenne.

## Historique
- 1er janvier 1997: Création de la Communauté de communes avec 15 communes.
- 1er janvier 2005: Adhésion de Chatenay-Mâcheron à la CCEL.
- 2007 : Adhésion de Lecey à la CCEL.
- Elle fusionne avec la Communauté de communes de la région de Neuilly-l'Évêque pour former la Communauté de communes du Grand Langres avec date d'effet le 1er janvier 2013.

## Composition
La communauté de communes de l'Étoile de Langres est constituée de 17 communes :
- Balesmes-sur-Marne
- Bourg
- Champigny-lès-Langres
- Chanoy
- Chatenay-Mâcheron
- Humes-Jorquenay
- Langres
- Lecey
- Noidant-le-Rocheux
- Peigney
- Perrancey-les-Vieux-Moulins
- Rolampont
- Saint-Ciergues
- Saint-Martin-lès-Langres
- Saint-Maurice
- Saints-Geosmes
- Voisines

Le siège social de la communauté de communes de l'Étoile de Langres se trouve à Langres.